# Katalonski trg
Katalonski trg (kat. Plaça de Catalunya, španj. Plaza de Cataluña) veliki je prostrani trg u samom središtu Barcelone. Izgrađen je kao arhitektonski simbol i posveta Kataloniji i njezinoj neovisnosti od Španjolske. Zbog toga su na njemu i oko njega smještene brojne građevine i umjetnička djela (kipovi) koja predstavljaju dostignuća katalonske umjetnosti. Poznat je i po velikom kružnom podnom mozaiku u svome središtu.